# プロ野球スピリッツシリーズ
プロ野球スピリッツシリーズ（プロやきゅうスピリッツシリーズ）は、2004年からコナミ（2006年3月31日の持株会社化以降はコナミデジタルエンタテインメント）から発売されているリアル版プロ野球ゲームシリーズのタイトルで、略称は『プロスピ』。開発チームは『実況パワフルプロ野球』（パワプロ）シリーズを手がけているパワプロプロダクション（旧・ダイヤモンドヘッド）。

## 概要
『プロ野球JAPAN2001』や『THE BASEBALL バトルボールパーク宣言』シリーズの流れを汲んだ野球ゲームである。
基本的な操作性は『パワプロ』のものを踏襲しているが、そのゲーム性は常に進化を続けており「ダイレクト投球」「覚醒」「独自の投手ローテ機能」「フライング盗塁」など、積極的にシステムの改変・追加を行っている。これらのシステムの中には後に『パワプロ』に「逆輸入」されたものもある。
プロデューサーは『THE BASEBALL 2003 バトルボールパーク宣言 パーフェクトプレープロ野球』から引き続き、奥谷友春が担当。『3』では難波和宏との二人制となった。『2010』からは上野亮作が担当している。
広告看板を含めた実際の球場の再現に加え、テレビの野球中継の演出を襲踏しており、『パワプロ』では採用しなかった解説者を採用したり、テロップによる演出や、テレビ中継アングル（球場別）モードでは球場別のカメラ位置を再現している。その広告看板や収録ユニフォームは『プロ野球スピリッツ5完全版』を除き、発売する1年前のペナントシーズン中のデータを基にしている。
また、シリーズで初めて広告看板が導入されたパワプロ8時代から一貫して、キリンホールディングスの商品（キリンラガービールやキリン一番搾り）に関しては「KIRIN」と表示されたり、ナゴヤドームのバックネット裏の看板が本来トヨタ自動車の車やそのグループ会社であるトヨタホームの看板が表示される筈が、試合を通じて「Tマーク+TOYOTA」と表示されたりしている。また、『4』からは、それまでは北海道生搾りやヱビスビールといった自社製品を表示していたサッポロホールディングスの商品も「★SAPPORO」と表示するようになったり、『2011』からはそれまで「SUPER"DRY"」あるいは「アサヒスーパードライ」と表示していたアサヒビールの商品も「Asahi」と表示するようになった。この他、東京ドームのバックネット裏の看板は、『2』から『2015』まで「スパラクーア」の広告のみ、阪神甲子園球場のバックネット裏の看板は本来江崎グリコの商品と「おいしさと健康 grico」（試合を通じて表示されるのは後者）だけだったのが『2019』になって東京ドームは東建コーポレーション関係だけとはいえ『2004』以来となる実際の巨人戦で使われている広告になり、甲子園は実際の阪神戦で使われている広告になった（『パワプロ』は東京ドームも甲子園も『2018』で反映）。『2021』は東京ドームが「スパラクーア」に戻された一方、甲子園は実際の阪神戦と同じ自社の広告が使われている。
『プロ野球スピリッツ2015』発売以降CS版の製作は停止していたが、9月21日に開催された東京ゲームショウ2018にて4年ぶりとなるCS版の発売が発表された。
『2015』からは、12球団の協力で選手を360度から3Dスキャン撮影し、各選手の顔のグラフィックが向上している。
『2013』から実況が変わり、フルネームでの登録でも同じチームに同姓の選手が2人以上いても名字で紹介するようになりフルネームでは原則紹介されなくなった。ただし『2019』からは、髙橋光成や原樹理など一部の選手に限ってフルネームで紹介されている。その一方で垢販売や交換がされている。

## 作品リスト
発売元は『2004』 - 『2』はコナミ、『3』以降はコナミデジタルエンタテインメント（KDE-J）。
| タイトル名                                     | キャッチコピー                                              | 対応機種                                            | 発売日 （配信開始日）              |
| ---------------------------------------------- | ----------------------------------------------------------- | --------------------------------------------------- | ---------------------------------- |
| プロ野球スピリッツ2004                         | 2004年、野球ゲームを変える。                                | PlayStation 2                                       | 2004年3月25日                      |
| プロ野球スピリッツ2004クライマックス           | 忘れないこのシーズン 本当のクライマックスはここにある       | PlayStation 2                                       | 2004年9月16日                      |
| プロ野球スピリッツ2                            | 激動から躍動へ                                              | PlayStation 2                                       | 2005年4月7日                       |
| プロ野球スピリッツ3                            | 野球イズム、全開。                                          | PlayStation 2 Xbox 360                              | 2006年4月6日                       |
| プロ野球スピリッツ4                            | これが、本物のプロ野球                                      | PlayStation 3 PlayStation 2                         | 2007年4月1日                       |
| プロ野球スピリッツ5 プロ野球スピリッツ5完全版  | 最高のプロ野球を、あなたへ                                  | PlayStation 3 PlayStation 2                         | 2008年4月1日 完全版：2008年12月4日 |
| プロ野球スピリッツ6                            | プロ野球、想うがままに。                                    | PlayStation 3 PlayStation 2                         | 2009年7月16日                      |
| プロ野球スピリッツ2010                         | 誰がやってもプロ野球!                                       | PlayStation 3 PlayStation 2 PlayStation Portable    | 2010年4月1日                       |
| プロ野球スピリッツ2011                         | ファンの数だけ、プロ野球がある。                            | PlayStation 3 PlayStation Portable ニンテンドー3DS  | 2011年4月14日                      |
| プロ野球スピリッツ2012                         | 魂を燃やせ。                                                | PlayStation 3 PlayStation Portable PlayStation Vita | 2012年3月29日                      |
| プロ野球スピリッツ2013                         | プロ野球を遊びつくせ。                                      | PlayStation 3 PlayStation Portable PlayStation Vita | 2013年3月20日                      |
| プロ野球スピリッツ2014                         | 1年中"LIVE"プロ野球                                         | PlayStation 3 PlayStation Portable PlayStation Vita | 2014年3月20日                      |
| プロ野球スピリッツ LIVING MANAGER              | リビングのテレビ（テレビリモコン）で名監督を目指せ!         | G-cluster ひかりTVゲーム                            | 2014年3月28日                      |
| プロ野球スピリッツ2015                         | ただのリアルじゃない。                                      | PlayStation 3 PlayStation Vita                      | 2015年3月26日                      |
| プロ野球スピリッツA                            | プロ野球ゲームは新たなステージへ。 ―最高の臨場感をこの手に― | iOS / Android                                       | 2015年10月21日                     |
| プロ野球スピリッツ2019                         | 魂を呼び覚ませ。                                            | PlayStation 4 PlayStation Vita                      | 2019年7月18日                      |
| eBASEBALLプロ野球スピリッツ2021 グランドスラム | 無し                                                        | Nintendo Switch                                     | 2021年7月8日                       |
| プロ野球スピリッツ2024-2025                    | PLAYからFEELへ                                              | PlayStation 5 PC(Steam)                             | 2024年10月17日                     |
| eBaseball: MLB PRO SPIRIT                      |                                                             | iOS / Android                                       | 2024年秋                           |

## ゲーム内容

### メニュー
ペナントレース
自チームを優勝・日本一へと導くモード。監督パートでは1軍決め、オーダー、投手のローテーション、また新戦力の補強等を考え、試合では全員操作、1人だけ操作（フィールドプレイと呼ばれる。投手の場合自分が登板時のみ、野手の場合は自分が打席に立った時のみ操作する。設定でベンチに居る時やネクストバッターの時も観戦したり守備や走塁も操作可能だが、自動操作もできる全員操作と違って守備･走塁も全て手動で操作する為、走塁時には打球判断、守備時にはアウトカウントとランナーの場所といった状況判断が不可欠となる）。
ちなみに同社のアーケードゲーム『BASEBALL HEROES』では監督操作の方法を採用している。『プロ野球スピリッツ2013』からは、選手の守備コンバートも可能になった。
対戦
COMか2Pと対戦、あるいは2Pと協力（打撃は交互に行い、守備では1Pが投手で投球コース指定とリリースを操作、2Pが捕手で球種指定と守備シフト指示を担当。守備時には、先にボールに触れた選手を2Pが操作し、送球をする度に交互に入れ替わる。代打・代走・リリーフ・捕手交代といった選手交代があれば1Pと2Pの役割が入れ替わる）してCOMと対戦出来る。方法はペナントと同様に全員、1人だけ、観戦から選ぶ事が可能。COM同士の試合を見る事もできる。なお後述するVPショップで｢いつでもクライマックス｣をOFFにするとオープン戦、ONにするとポストシーズン最後の試合となり同一リーグ同士の場合はクライマックスシリーズファイナルステージの第6戦が、異なるリーグ同士の場合は日本シリーズの第7戦となる。
スピリッツ
パワプロにおけるサクセスに似たモード。新人選手となり春季キャンプでの練習を通して自分のステータスを上げる。ゲームモードは複数あり、それぞれ育成システムが異なる。試合（オープン戦）のないモードの場合、試合が苦手な人でも強力選手を作ることができる。また、最後までやり通せば確実に選手登録出来る為、ゲームオーバーで選手削除となるパワプロよりは難易度は低め。ただし、パワプロでいうイベントがない（逆に言えば、パワプロでゲームオーバー要素となっている再起不能の怪我を負う様なイベントもない）為、ある程度の実力と運が問われる。
スタープレイヤー（スターダム）
パワプロにおけるマイライフに似たモード。新人選手や実在選手、スピリッツで作成したひとりの選手になりきって、選手生活を楽しむ。ゲーム終了後、このモード用に新しく作った選手のみオリジナル選手として登録が可能。こちらも試合に重点を置いているためシナリオは無い。4以前はスターダムモードの前身として、「選手プレイモード」や「MVPモード」の名称で搭載されていた。5では「スターダムモード」となり、最長20年のプロ生活を楽しめるようになった。6からは所持金でアイテムが買えるなどいくらかマイライフに近くなった。2010ではライバルとレギュラー争いが出来る様になったが、6～2011までは1年のみのプレイであった。2012は「スタープレイヤーモード」と名前が変わり、再び最長20年にわたる選手生活をする事が出来る様になった。2015年から30年に拡大された。また所持金でアイテムが買える機能が復活した。2019では結婚することが可能になった。
ホームラン競争
10球によるホームラン競争。VPチャレンジでは、最初の10球でホームランを打てば1本ごとに打つと通常よりVP加算額が多くなるエクストラボールが1球加算される。10球（エクストラボールで最大20球）打った結果でVP加算額が決まる。なお、もらえるVPは選手の能力と球場によって決まり、長打力（巧打力・パワー・弾道・「パワーヒッター」等の長打系特殊能力で決まる）が高いほど基本額が安くなり、球場が広いと倍率が上がり、反対に球場が狭いと倍率が下がる。また、コンボ（連続ホームラン）を長く続けると加算額も多くなる。
VPショップ
獲得したVPを消費し選手の覚醒や拡張アイテムを購入する事が出来る。
トレーニング
投球練習、打撃練習、守備練習をする事が出来る。
ユーティリティ
各種設定やチームエディット、応援歌の作成が出来る。プレイステーション系列のパワプロシリーズの一部作品のサクセスモードで作成した選手や応援歌はこちらのモードにて引継ぎする。
オンライン
オンラインで全国のプレイヤーと対戦できる。監督プレイ、アクションプレイを楽しむ事が出来る。
プロスピ入門
基本的な操作を簡単に習得する事が出来る初心者向けのモード。『4』から登場。
マネジメント(MyBALLPARK)
『2013』で初登場し、『2015』まで収録される。『2024-2025』で「MyBALLPARKモード」として再登場。チームのGM兼社長となり、選手補強などで日本一を目指すモード。GMとしてはスカウトで選手を獲得・育成してチームの戦力アップを、社長としては球場まわりの施設を充実させるなどして、球団の収益アップを目指す。球団を経営していくモード。赤字となればゲームオーバーとなる。
プロ野球速報プレイ
　『2015』から登場。そのシーズンにおける現実のプロ野球の試合で起こったターニングポイントを家庭用で再現し、やり直す事が出来るモード。現実のプロ野球の試合終了後、数時間で最新の試合が配信されてプレイする事が出来る様になる、いわば過去に『パワプロ』で登場した「シナリオモード」のライブプロ野球版。このモードは1イニングかけてのクリアを目指す「1イニングMISSION」とその打者でクリアしなければならない「1打席MISSION」があり、どんなに大差がついていてもMISSIONを成功すればそのチームは勝利し失敗して終わればチームは敗れる設定になっている。このうち「1打席MISSION」では「○○で本塁打を放て」や「1000本や1500本安打或いは二塁打を達成せよ」といった記念の記録を達成させるものもある為、本塁打やその記録以外は（コンピューターが四死球を与えても）全て失敗として扱われ「二塁打を放て」のMISSIONで三塁打以上の結果でも単打でも同様である。また現実のプロ野球ではシーズンの途中に育成枠から選手が支配下登録される事もある為、アップデートしても選手が収録されていなければプロスピ（唯一Gの疲労回復力以外は全ての能力がDである）という架空の選手で再現する事になる。

### 特徴
調子くんマーク
試合オーダー時、選手の調子を表す四角いマーク。絶好調→好調→普通→不調→絶不調と毎回プレイ時に選手の調子によってマークの色が変わる。作品によっては設定によりチーム全員の調子を固定することも可能。
シリーズ当初は実況パワフルプロ野球シリーズで使われた丸型の調子マークが使われていた。
VP
ビクトリープレイポイントの略である。試合が終わった後などに手に入るゲーム内の通貨。これを使い、選手の能力を覚醒（後述）したり、拡張アイテムを購入したりすることが出来る。購入できるアイテムは、地方球場の使用権やルールの追加、監督・コーチの現役時代の能力を持った選手（試合でも使える）等様々。ゲームを有利に進めるための道具もここで買う事が出来る。
ダイレクト投球
投手操作時に投球モーションに入ると、狙っているコースを示すポイントに向かって青い円形のカーソルが収束を始める。収束の形やスピードは投球フォーム・選択した球種のコントロール・状況によって変わる。また対人戦用として狙っているコースが判らない様に中央に固定表示する設定もある他、非表示にしてモーションのみでリリースタイミングを合わせる事も出来る。カーソルが最も小さくなった（投球ポイントと重なる）瞬間にリリース操作をすると「ベストピッチ」となり、打撃ポイントが点滅して球威が大幅に上昇する（『3』以降はベストピッチしても球種ごとに設定された球威が低いと当たり判定は大きくなる）。ただしベストピッチできないとタイミングや球威にもよるが、コントロールがブレたり（狙ったコースから外れる）打撃ポイントが大きく表示される甘い球となって打たれやすくなるだけでなく、対人戦ではボールの縫い目の回転でどの球種系統かも相手に分かってしまう。さらにリリースのタイミングが極端に早い･遅いと、投手の頭上に白い「!」が表示され、最も甘い球である「失投」となってしまう（特殊能力「逃げ球」「一発」で失投した球が真ん中に集まる確率が変動）。なお、2012から導入されている雨天試合の際は晴天試合よりも制球力が落ちる。
フライング盗塁
相手投手の投球前から盗塁のスタートのコマンドを入力できるシステム。しかし、タイミングの早すぎるスタートは牽制で刺されてしまうので、投球モーション開始と同時にスタートを切るのがセオリー。
覚醒
プロスピシリーズでは、VPを消費することで選手の能力を上げることができる。これを「覚醒」という。その年、入団した期待の新人を覚醒させてみると大物選手へと成長していく可能性がある。覚醒レベルがあり（初期能力が低い選手ほど覚醒レベルの数が多い傾向がある）、レベルがMAX覚醒になるまで何度も覚醒をすることができる。覚醒した選手は、「真剣ペナント」では使用できない。但し『5』は「マジペナント」でも覚醒できる。
ブロックサイン
『3』から登場。打撃･投球前に特定のコマンドを入力しておくことで味方選手と連携を取れる。特に、ウエストボール･敬遠はブロックサインでのみ指示することができ、指示を出さずにボールを大きく外すよりも「ランナーを刺しやすい」「絶対に暴投にならない」「敬遠してもそれによる投手への悪影響が出ない」という効果がある。サイン内容も初心者向けにガイド画面（各サインの内容･各ランナーの役割などの説明）も表示したり、対人戦で相手にわからないようにサインも非表示にすることもできる。
字幕テロップ
タイアップ解消後もテロップの内容や雰囲気が日本テレビ系列の野球中継に類似している（日本テレビは2011年にテロップデザインを変更したが、プロスピのテロップは2010年以前のバージョンがベースになっている）。『5』からはスコア表示のみテレビ愛知と日本海テレビで使用しているものと類似のデザインとなっている。『2011』以降からテロップが毎シリーズ変更され「2013」から実況とともに固定化されるようになった。

### 過去に収録されていたモード
クライマックス
　　好きなチームを選び、クライマックスシリーズのみプレイできるモード。
ストライクピッチ
ストラックアウト風のパネル抜きゲーム。本家同様ストライクゾーンが9分割されているが、本家と違いフレームは無い。また、ど真ん中のパネル（本家では5番）はドクロになっている。8球でパネルを抜くたびにVPが加算。最初の8球で2枚抜きをすれば通常よりVP加算額が多くなりエクストラボールが1球加算される。ただし、真ん中のドクロに当ててしまうと抜いたパネルが復活してしまう。（獲得したVP・エクストラボールは没収されない。）また、用意された8枚を抜くと新たな8枚が登場する。（ドクロが大きくなり、ターゲット、特に四隅が小さくなる。8枚クリアごとに大きさは小さくなる）8球（最大16球で32枚）抜いた結果によりVP加算額が決まる。なお、加算額は球種（変化しない直球は少なく、斜めに変化するカーブ･シンカー・スクリュー系は多い）と投手のコントロール能力（低いほど多く、高いほど少ない）で決まる。
トライアル
トレーニングの上位版。走塁、守備の上級テクニックを学ぶ事が出来る。ドリル制で1ブロッククリアごとにVPが加算。さらに1ブロックノーミスクリアで加算額が2倍になる。また、全ブロッククリアで大量VPが貰える100本ノックに挑戦出来る。

## キャスト
先述の通りプレイ画面が実際のプロ野球中継を模したものである事が多く、実在する実況アナウンサーや野球解説者の声が収録されており、よりリアルを追求した演出がなされている。過去に登場した実況アナウンサー及び野球解説者は以下の通り。なお「2013」以降はプロスピシリーズで過去に支配下登録だった選手が解説陣として参加し始めている。
| 作品                                                                 | 実況       | 解説                                      |
| -------------------------------------------------------------------- | ---------- | ----------------------------------------- |
| プロ野球スピリッツ2004 プロ野球スピリッツ2004クライマックス          | 山口富士夫 | 田尾安志、秋山幸二、牛島和彦、宮本和知    |
| プロ野球スピリッツ2                                                  | 山口富士夫 | 金村義明、達川光男、西崎幸広、 宮本和知   |
| プロ野球スピリッツ3 プロ野球スピリッツ4 プロ野球スピリッツ5          | 山口富士夫 | 田尾安志、 達川光男、 西崎幸広、 宮本和知 |
| プロ野球スピリッツ6 プロ野球スピリッツ2010 プロ野球スピリッツ2011    | 山口富士夫 | 田尾安志、 達川光男、黒木知宏             |
| プロ野球スピリッツ2012                                               | 山口富士夫 | 田尾安志、 達川光男、 黒木知宏、伊東勤    |
| プロ野球スピリッツ2013 プロ野球スピリッツ2014 プロ野球スピリッツ2015 | 三橋泰介   | 小宮山悟、仁志敏久                        |
| プロ野球スピリッツA                                                  | 三橋泰介   | 小宮山悟、 仁志敏久、赤星憲広、里崎智也   |
| プロ野球スピリッツ2019                                               | 三橋泰介   | 小宮山悟、 仁志敏久、赤星憲広、里崎智也   |
| プロ野球スピリッツ2021                                               | 三橋泰介   | 小宮山悟、 仁志敏久、赤星憲広、里崎智也   |
| プロ野球スピリッツ2024-2025                                          | 三橋泰介   | 工藤公康、 川上憲伸、赤星憲広、里崎智也   |

## 関連人物
- 大谷翔平 - 2024年度で本作20周年、姉妹編・実況パワフルプロ野球30周年になるにあたり、「KONAMI野球ゲームブランドアンバサダー」に就任した[1]。
- 田中将大 - 海外移籍選手が追加可能な「プロ野球スピリッツ2019」にて、MLBで活躍する日本人選手の一人として登場。「プロスピショップ」にてVPと交換しアンロックすることで利用可能となる。[2]
- ウラディミール・バレンティン - プロ野球スピリッツシリーズのiOS/Android用アプリ『プロ野球スピリッツA』において行われた人気選手投票で選ばれ、「2019アニバーサーリープレーヤー」として期間限定で登場。
- 里崎智也 - 2019年10月22日に開催された「プロスピA チャンピオンシップ 2019シーズン 決勝大会」において、同じくプロ野球OBで解説者の斉藤和巳と共に特別ゲストとして選出された。ゲーム内においても解説として登場。[3]